# Celso (nombre)
Celso es un nombre de pila masculino de origen latino en su variante en español. Su significado es ‘sublime, elevado, excelso’.

## Santoral
28 de julio: San Celso de Armagh.

## Variantes
- Femenino: Celsa o Celsy

### Variantes en otros idiomas
| Variantes en otras lenguas | Variantes en otras lenguas |
| -------------------------- | -------------------------- |
| Español                    | Celso                      |
| Alemán                     | Celsus                     |
| Catalán                    | Cels                       |
| Checo                      | Celsus                     |
| Euskera                    | Keltse                     |
| Finlandés                  | Celsus                     |
| Francés                    | Celse                      |
| Gallego                    | Celso                      |
| Griego                     | Κέλσος (Kélsos)            |
| Holandés                   | Celsus                     |
| Húngaro                    | Celsus                     |
| Inglés                     | Celsus                     |
| Italiano                   | Celso                      |
| Latín                      | Celsus                     |
| Occitano                   | Cèls                       |
| Portugués                  | Celso                      |
| Ruso                       | Цельс (Cel's)              |
| Serbio                     | Целс (Cels)                |
| Sueco                      | Celsus                     |